# Weilheim an der Teck
Pour les articles homonymes, voir Weilheim.
Weilheim an der Teck est une ville de Bade-Wurtemberg (Allemagne), située dans l'arrondissement d'Esslingen, dans la région de Stuttgart, dans le district de Stuttgart.

## Personnalités liées à la ville
- Berthold Ier (1000-1078), duc mort à Weilheim an der Teck.